# Barkerville
Barkerville je opuštěné město v Britské Kolumbii v Kanadě. Bylo hlavním městem Sobí zlaté horečky. Nachází se na severním svahu plošiny Caribboo v pohoří Cariboo Mountains, 80 km východně od města Quesnel. Město je chráněno jako historické místo, součást národního dědictví a turistická atrakce.

## Historie

### Založení

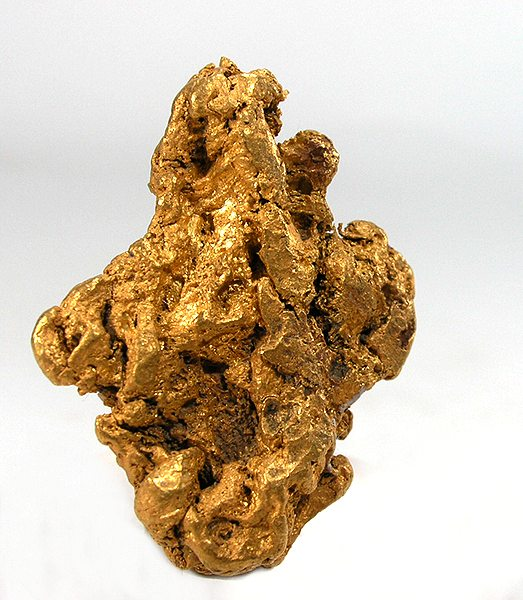
Zlatý nuget z Emery Gulch poblíž Barkerville

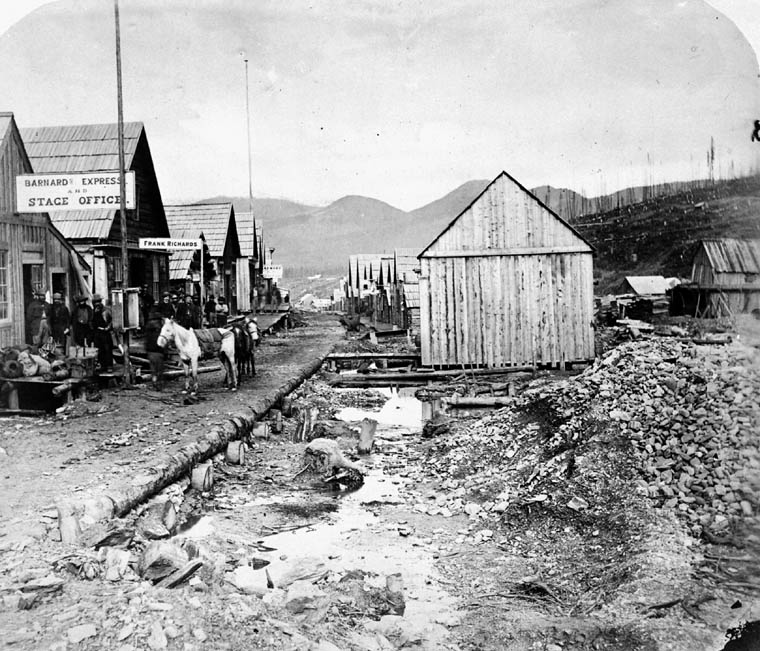
Barkerville (1865)

Město bylo pojmenováno po Williamu Barkerovi z hrabství Cambridgeshire v Anglii, který byl mezi prvními, kteří zde v roce 1861 narazili na zlato. Jeho nález byl nejbohatší a nejproslulejší. Město vzniklo prakticky přes noc a rozrůstalo se šířícími se zvěstmi o Barkerově úspěchu. Jeho nález nakonec vynesl 1065 kg zlata.
Před výstavbou cesty Cariboo Wagon Road si lidé vozili zásoby do Barkerville, buď na zádech nebo za pomoci soumarů. Zásoby byly vzácné a ceny i těch nejběžnějších věcí byly extrémně vysoké. Ceny zboží v Barkerville nepolevily, dokud nebyla dokončena Cariboo Road (Sobí cesta), kdy bylo možné zboží přepravovat obrovskými nákladními vagony. Brzy se stěhováci chlubili, že mohou zabalit a převézt sadu sklenic na šampaňské bez rozbití. Na sever do údolí Okanagan, přes nynější dálnici 97 do Kanady, byl hnán dobytek, aby poskytoval maso pro horníky a obyvatele Barkerville. Po výstavbě Cariboo Road přišlo do Barkerville více žen.

### Růst

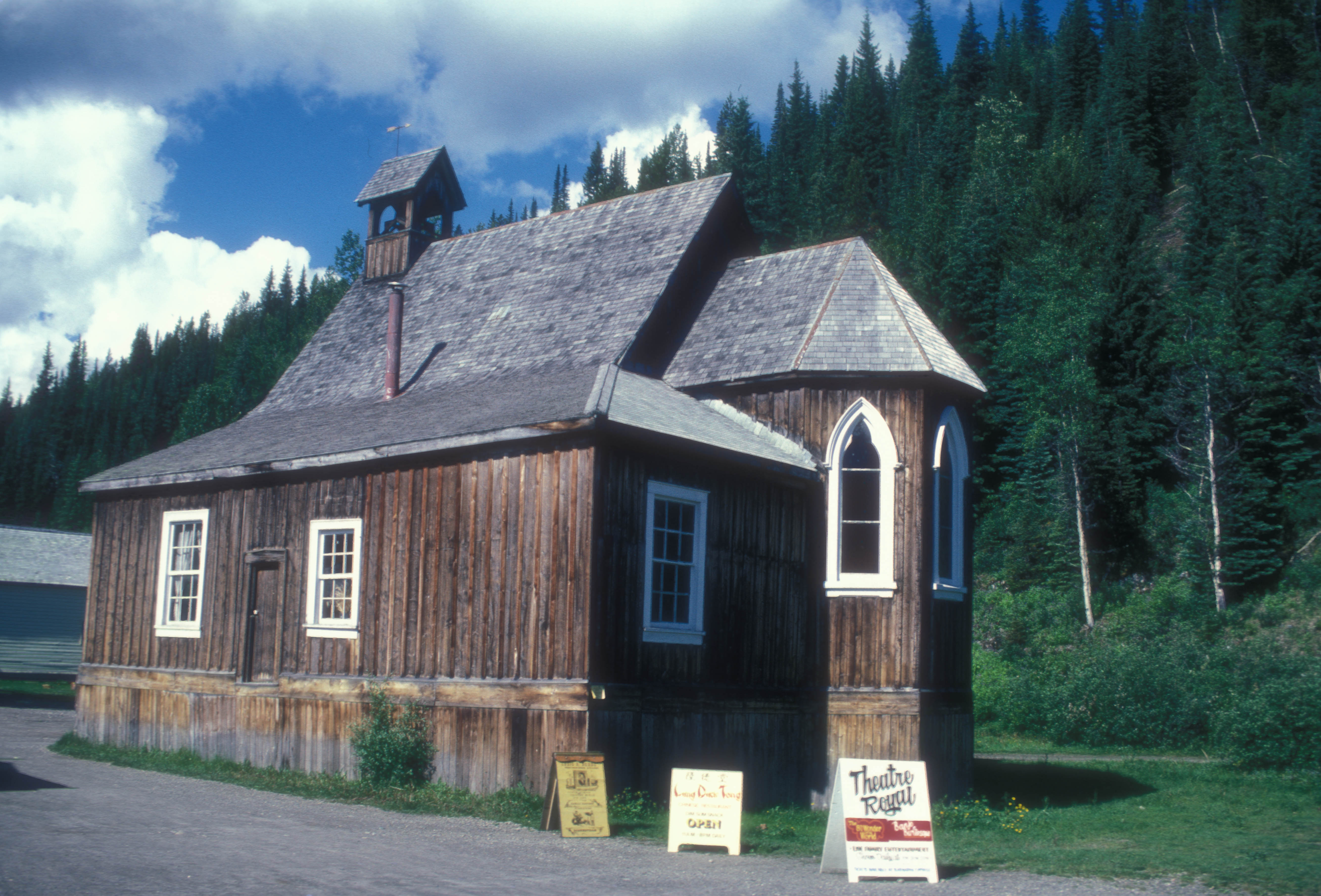
Anglikánský kostel

Městečko zpočátku sestávalo pouze z provizorních chatek a stanů. V polovině 60. let 19. století měl však Barkerville přibližně 5000 obyvatel, z nichž 3000 byli Číňané. I když populace byla přechodná a do značné míry závislá na těžbě, Barkerville se stával skutečnou komunitou. Měl několik obchodů se smíšeným zbožím, penziony a drogerii, která také prodávala noviny a doutníky. Dále holičství, které stříhalo dámy i pány, restauraci a kavárnu „Wake-Up Jake Restaurant and Coffee Salon”, divadlo (The Theatre Royal), a literární společnost (Cariboo Literary Society). Běžnou zábavou byly koňské dostihy, při níchž se bojovalo o ceny. Mezi takzvanými „střízlivými“ byly mimořádně hojně navštěvovány bohoslužby. Nejvýnosnějšími obchody byly ty se smíšeným zbožím. Protože byli jediným zdrojem potravin, mohli si majitelé obchodů zvýšit ceny. V době vrcholící zlaté horečky prodávaly obchody mouku až za 1,25 dolaru za libru. Fazole, maso a sušené ovoce se prodávaly za dolar za libru. Ale jak zlatá horečka skončila, obchody zkrachovaly a nakonec přestaly fungovat.
Důležitou součástí života v Barkerville, po téměř celé století, byli lidé čínského původu. Založili řadu podniků, včetně Kwong Lee Company of Victoria, obchodu se smíšeným zbožím, který prodával potraviny, oblečení, železářství a těžařské nástroje. Společnost měla obchody v jiných částech Britské Kolumbie, ale obchod v Barkerville byl jedním z nejpůsobivějších ve městě. Čínská komunita také stavěla chatky (pro čínské horníky, kteří ušetřili peníze sdílením čtyř nebo pěti chatek) a Tai Ping (Mírový pokoj), ekvivalent moderního pečovatelského domu. Čínské benevolentní spolky poskytovaly sociální služby čínské komunitě a také řešily spory uvnitř čínské komunity bez použití soudů Britské Kolumbie.

### Úpadek
Dne 16. září 1868 Barkerville zničil požár, který se rychle šířil dřevěnými budovami. Přestavba začala okamžitě působivým tempem. Během šesti týdnů bylo přestavěno devadesát budov. Byly vylepšeny chodníky a úzká a klikatá hlavní ulice byla rozšířena a napřímena. V roce 1880 bylo v této oblasti dostatek dětí, aby se postavila Barkervillská škola. Měla třináct žáků a jeden kus školního vybavení – tabuli. Přesto se počet obyvatel Barkerville do konce 19. století snižoval a nakonec měl jen několik obyvatel. K oživení došlo ve 30. letech 20. století, kdy Velká hospodářská krize způsobila rozsáhlou nezaměstnanost a cena zlata raketově vzrostla. Ale jak se deprese obrátila k lepšímu, Barkerville se proměnilo ve velmi malou vesnici.

### Zakonzervování
Dne 12. ledna 1959, vládní organizace BC Parks založila Barkerville Historic Park (Historický park Barkerville) s počáteční plochou 6484 hektarů. V roce 1973 byla plocha zvýšena na 45729 hektarů. V roce 1998 byl Historický park Barkerville zrušen a místo něj byly vytvořeny dva nové útvary: Barkerville Provincial Park (Provinční park Barkerville) a Barkerville Historic Town (Historické město Barkerville). Nicméně, v roce 2006, ministerstvo životního prostředí Britské Kolumbie zrušilo Barkerville Historic Park a převedlo jej do vlastnictví ministerstva turistiky, sportu a umění, čímž vznikl Barkerville Historic Town and Park (Historické město a park Barkerville).
V roce 2008 byla budova Chee Kung Tong v Barkerville označena za národní historické místo Kanady. Dvoupatrová konstrukce z prken a latí byla dokončena v roce 1877 a původně ji používala organizace Chee Kung Tong, dobročinné sdružení pro nově příchozí. Je ukázkou komunitního budování přistěhovalými čínskými dělníky a obchodníky v nových osadách po celé Kanadě.